# Gnathia philogona
Gnathia philogona är en kräftdjursart som beskrevs av Théodore Monod 1926. Gnathia philogona ingår i släktet Gnathia och familjen Gnathiidae. Inga underarter finns listade i Catalogue of Life.